# Selikhinó
Selikhinó (en rus: Селихино) és un poble del krai de Khabàrovsk, a Rússia, que el 2012 tenia 4.349 habitants. Pertany al districte rural de Komsomolsk na Amure.